# Pjakoepoer
De Pjakoepoer (Russisch: Пякупур) is een rivier in West-Siberië. Het is een zijrivier aan linkerzijde van de Poer. De rivier wordt gevormd door haar bronrivieren Jangjagoen en Njoetsja-Komoetajacha, die ontspringen op de Siberische heuvelrug op de grens met Chanto-Mansië. Vandaaruit stroomt de Pjakoepoer in noordelijke richting over het noorden van het West-Siberisch Laagland naar de Tazboezem. De rivier stroomt door moerassig en bossig laaglandgebied. De rivier wordt vooral gevoed door sneeuw. Van oktober tot eind mei, begin juni is de rivier bevroren. De lengte van de rivier bedraagt 542 kilometer, maar soms wordt de Poer gezien als de verlenging ervan, waarmee de rivier 1024 kilometer lang is.
Aan de westzijde van de rivier ligt het gasveld Komsomolski en het olie- en gasveld Goebinski. Aan de rivier ligt de stad Goebinski.
Een andere rivier die de Pjakoepoer voedt is de Vyngapoer.